# Saxatilomys paulinae
Saxatilomys paulinae  (Musser, Smith, Robinson & Lunde, 2005) è l'unica specie del genere Saxatilomys (Musser, Smith, Robinson & Lunde, 2005), endemica del Laos.

## Descrizione

### Dimensioni
Roditore di piccole dimensioni, con lunghezza della testa e del corpo tra 145 e 150 mm, la lunghezza della coda tra 165 e 170 mm, la lunghezza del piede tra 32 mm e la lunghezza delle orecchie tra 24 e 25 mm.

### Caratteristiche craniche e dentarie
Il cranio è delicato e presenta un rostro lungo e sottile, una scatola cranica bassa e larga e creste post-orbitali e temporali ben sviluppate. I fori palatali sono lunghi e stretti e le bolle timpaniche sono relativamente piccole. Gli incisivi superiori sono lisci ed opistodonti, ovvero con le punte rivolte verso l'interno della bocca, il primo molare superiore ha cinque radici, quelli inferiori soltanto due, tutti hanno una corona poco elevata e la superficie occlusiva con una disposizione semplificata delle cuspidi.
Sono caratterizzati dalla seguente formula dentaria:

### Aspetto
La pelliccia è densa e cosparsa di peli spinosi. Il colore generale del corpo è grigio scuro con dei leggeri riflessi bruniti. Gli occhi sono circondati da peli marroni scuri. Le orecchie sono relativamente grandi e ovali, bruno-grigiastre e cosparse di pochi peli bruni. Le vibrisse sono scure e lunghe 75 mm. Le zampe posteriori sono allungate, gli artigli sono lunghi, brunastri quelli anteriori e privi di pigmento quelli posteriori. I palmi presentano cinque grossi cuscinetti, mentre le piante dei piedi ne hanno sei.  La coda è leggermente più lunga della testa e del corpo, scura sopra, rosata sotto e rivestita di 12-13 anelli di scaglie per centimetro. Le femmine hanno un paio di mammelle pettorali, un paio post-ascellare e due paia inguinali.

## Biologia

### Comportamento
È una specie notturna e adattata a terreni rocciosi.

### Alimentazione
Si nutre probabilmente di insetti.

## Distribuzione e habitat
Questa specie è nota soltanto in 4 località all'interno del Khammouan Limestone National Biodiversity Conservation Area nel Laos centrale. Potrebbe essere presente anche nelle aree confinanti del Vietnam.
Vive nelle foreste su terreni carsici.

## Conservazione
La IUCN Red List, considerato che questa specie è stata descritta recentemente e non sono noti i limiti del proprio areale, classifica S.paulinae come specie con dati insufficienti (DD).